# Абдылдаев, Бекеш
Бекеш Абдылдаев (1933—2013) — советский и киргизский кинорежиссёр. Член КПСС с 1974 года. Народный артист Кыргызской Республики (2010).

## Биография
Родился в 1933 году, в 1957 окончил актёрское отделение Ташкентского театрально-художественного института имени А. Н. Островского, после окончания которого работал актёром в Пржевальском областном драматическом театре. С 1959 (по другим данным — с 1961) года работал на киностудии «Киргизфильм», занимался главным образом документальным кино. Дебютной лентой Абдылдаева стал художественный фильм «Самая послушная», снятый в 1965 году совместно с Л. Гуревичем. Снял более пятидесяти киножурналов и киноочерков, короткометражных и полнометражных хроникально-документальных фильмов, среди которых — «Размышление», «Сад», «Проспект», «Нарынские звёзды», «Почта», «Дочь земли», «Дар», «Форум коммунистов Киргизии», «Признание» (1979).
После провозглашения независимости Киргизии вёл преподавательскую деятельность в Кыргызском государственном институте искусств им. Б.Бейшеналиевой.
Скончался 15 января 2013 года. Похоронен на Ала-Арчинском кладбище.

## Награды и звания
- Медаль «За доблестный труд» (1970)
- Заслуженный деятель искусств Киргизской ССР (1979)
- Народный артист Кыргызской Республики (2010)

## Семья
Сын — Эрлан (род. 1966), министр иностранных дел Киргизии в 2012—2018 годах.